# Philodromus melanostomus
Philodromus melanostomus är en spindelart som beskrevs av Tamerlan Thorell 1895. Philodromus melanostomus ingår i släktet Philodromus och familjen snabblöparspindlar.
Artens utbredningsområde är Myanmar. Inga underarter finns listade i Catalogue of Life.